# Гальдрбук
Гальдрбук (исл. galdrabók — книга волшебства) — исландская колдовская книга, датированная 1600 годом.
Небольшая рукопись, содержащая собрание 47 заговоров.
Гримуар был скомпилирован четырьмя участниками, начиная с конца XVI и заканчивая серединой XVII веков. Первые три писца были исландцами и четвёртый — датчанин, работавший на исландском материале.
Содержание касается латинских и рунических заклинаний, исландских магических ставов, обращений к христианским сущностям, демонам и северным богам, а также инструкций по использованию трав и магических предметов. Некоторые заклинания являются защитными и предназначены для решения таких проблем, как проблемы с деторождением, головная боль и бессонница, наложенные заклятья, моровые поветрия, болезни и бедствия на море. Другие предназначались для того, чтобы вызывать страх, убивать животных, находить воров, усыплять кого-либо, вызывать метеоризм или околдовывать женщин.
Книгу впервые издал в 1921 году Натан Линдквист (англ. Natan Lindqvist). Перевод на английский язык был опубликован в 1989 году Стивеном Флауэрсом в издательстве «Сэмьюэл Вейзеp». Факсимильное издание с подробными комментариями выпустил Матиас Видар Сомундссон в 1992 году. В 1995 году Флауэрс выпустил второе издание своей книги под новым названием. При содействии Сомундссона он исправил многие переводы и добавил заметки и комментарии.